# Pionier-Insel
Die Pionier-Insel (russisch о́стров Пионе́р, Ostrow Pioner) ist eine in der Karasee nördlich des russischen Festlands gelegene Insel. Sie ist die westlichste der großen Inseln Sewernaja Semljas und mit 1.527 km² die viertgrößte Insel dieses Archipels. Administrativ gehörte sie zum sibirischen Autonomen Kreis Taimyr, der am 1. Januar 2007 in die Region Krasnojarsk eingegliedert wurde.
Im Nordosten liegt, getrennt durch den Proliw Juny (Jungstraße) die Insel Komsomolez, im Osten und Südosten hinter dem Proliw Krasnoi Armii (Straße der Roten Armee) die Oktoberrevolutions-Insel und im Südwesten, getrennt durch den Zaliw Kalinina (Kalininbucht) und den Proliw Lodotschny (Bootskanal), die Insel Krupskoi, die zunächst für eine Halbinsel der Pionier-Insel gehalten wurde.
Die Pionier-Insel ist überwiegend flach und erreicht außerhalb der Pionier-Eiskappe nur Höhen bis zu etwa 100 Metern. Im Sommer ist sie vorwiegend eisfrei. Die 199 km² große und 385 m hohe Eiskappe ist nach dem Verschwinden des Kroschka-Gletschers der einzige vergletscherte Bereich der Insel. Nur 10 bis 15 Prozent der eisfreien Fläche ist von Vegetation bedeckt.
Die Pionier-Insel wurde 1932 von Georgi Alexejewitsch Uschakow entdeckt, der das bereits seit 1913 bekannte Sewernaja Semlja mit dem Geologen Nikolai Nikolajewitsch Urwanzew erforschte und genau kartierte.
Eine Initiative zur Rückbenennung Sewernaja Semljas in Nikolaus-II-Land, bei der die Insel Pionier den Namen Swjataja Tatjana (deutsch Sankt Tatjana) erhalten sollte, scheiterte 2007 an der Ablehnung durch das Regionalparlament der Region Krasnojarsk.